# 啊！海军
《啊！海军》（日语：／ Ā Kaigun）是日本大映株式会社于1969年推出的一部战争电影。

## 剧情
故事讲述了20世纪30年代，贫农少年平田一郎考上江田岛海軍兵學校，经过四年学习和训练，终于成长为一名拥有“江田岛精神”的日本帝国海军精英……

## 演员
- 中村吉右卫门（日语：中村吉右衛門 (2代目)） 饰 平田一郎
- 峰岸隆之介 饰 本多勇
- 森雅之 饰 井口少将
- 村瀨幸子 饰 房代
- 早川雄三 饰 配属将校
- 宇津井健 饰 岡野大尉
- 平泉征 饰 森下
- 吉田丰明（日语：吉田豊明） 饰 片山
- 关幸四郎 饰 田村
- 北龍二 饰 兵学学長
- 藤卷润（日语：藤巻潤） 饰 前川大尉
- 本鄉功次郎 饰 荒木中尉
- 川口浩 饰 小西中尉

## 音乐
- 军舰行进曲
- 元寇
- 如何に狂風（日语：如何に狂風）
- 江田岛健儿之歌（江田島健児の歌）
- 青年日本之歌
- 麦と兵隊（日语：麦と兵隊）
- 空の神兵（日语：空の神兵）
- 燃ゆる大空（日语：燃ゆる大空）
- ラバウル小唄（日语：ラバウル小唄）
- 月月火水木金金
- 同期之櫻

## 反响
本片在日本其实并无太大反响。但在中国大陆则是获得各种关注，如1970年《啊！海军》作为批判日本军国主义的“内参片”被中华人民共和国官方引进，由八一电影制片厂负责中文配音。时任中国国务院总理周恩来要求《光明日报》转发香港《大公报》8月18日刊发的文章《击碎美日反动派的迷梦——评日本反动影片〈山本五十六〉〈日本海大海戰〉和〈啊，海军〉》，认为三部电影是日本军国主义复活的征兆。1971年2月国务院发布《关于内部发行三部日本反动电影的通知》，《啊！海军》和《山本五十六》、《日本海大海战》三部“日本反动影片”在全国各省、市、自治区内部发行，并要求各地一定级别以上干部在看片前学习报刊上发表的有关文章，看后组织批判。1971年7月，《人民日报》以“陶第文”名义发表对该影片的批判文章《揭穿佐藤政府搜罗炮灰的骗局——评日本反动影片〈啊，海军〉》，文章认为，该片是日本右翼为复活军国主义而制作的自卫队招兵广告。
据说林彪之子林立果就是受到《日本海大海战》《联合舰队司令长官 山本五十六》和《啊！海军》这些正面描写旧日军的“内参片”影响，将政变密谋组织命名为“联合舰队”。20世纪80年代随着改革开放、思想拨乱反正，该片在中国大陆“解禁”，也使得普通民众得以观看。
另外，该片中四年级生森下（平泉成饰）带头让新生们大声自报家门的场景，后来也成为中国大陆互联网上的网络模因，其中台词“好，很有精神”更成为其代表。（相关素材一般为八一厂中文配音版）。